# راي غريفين
راي غريفين (بالإنجليزية: Ray Griffin)‏ هو لاعب كرة قدم أمريكية أمريكي، ولد في 26 يونيو 1956 في كولومبوس في الولايات المتحدة.

## وصلات خارجية
- راي غريفين على موقع مرجع كرة القدم المحترفة.كوم (الإنجليزية)